# Икэсима
Икэсима (Икесима, Икедзима, Ике-Дзима, яп. 池島) — небольшой уединённый японский остров, недалеко от Нагасаки. Находится в 7 километрах к западу от полуострова Нисисоноги острова Кюсю в Западной Японии в 1,5 километрах к северо-востоку от восточного рифа Охикисима (大蟇島) и в 2,5 километрах к северо-западу от острова Хакакосима (Хако-Сима, 母子島). Административно входит в префектуру Нагасаки. Население 157 человек (2016). Радиус острова 600 метров. Площадь 0,86 квадратных километров. Длина береговой линии 4 километра. Остров плоский и был лесистым. В западной части острова находятся два холма, высота северного 124 метра, южного — 96,5 метров. На северо-восточной оконечности находится гавань, в прошлом — озеро Кагами-Ике (鏡池) с галечным пляжем, представлявшее собой лагуну с солёной водой глубиной до 4,5 метров и простирающееся в глубь острова на 400 метров. На острове находится единственная в Японии выведенная из эксплуатации угольная шахта, доступная для туристов.
На острове находится месторождение каменного угля, относящееся к угольному бассейну Сакито-Мацусима. В 1952 году компания Matsushima Tanko Co., Ltd. начала разработку залежей и строительство шахты. В 1959 году начата добыча угля. Годовой объем производства составлял 1,2 млн тонн угля. На острове проживало до 8000 человек. Для сотрудников шахты Икэсима и их семей были построены обширные жилые комплексы. Была начальная и средняя школа, в которой учились 1000 учеников.
Для компенсации дефицита воды на острове была построена 8-стадийная опреснительная установка мощностью 2650 т в день совместно компанией Ishikawajima-Harima Heavy Industries Co., Ltd. (IHI, «Исикавадзима-Харима дзюкогё») и Sasakura Engineering Co., Ltd. («Сасакура сангё»). Станция начала работать с весны 1967 года и обеспечивала питьевой водой 8 тысяч человек, живущих на острове Икэсима.
В 2001 году шахта была закрыта компанией Matsushima Coal Mine Co., Ltd. из-за убыточности, импортный уголь был дешевле. На момент закрытия была одной из двух последних угольных шахт в стране. Остров был покинут людьми. Является объектом индустриального туризма, проводятся экскурсии. В 2011 году были восстановлены пассажирские шахтные вагонетки. Поезд с тремя вагонетками вмещает до 27 пассажиров и проезжает 300 метров. В 2014 году остров посетило 4500 туристов, в 2015 году — более 7000 туристов. В 2015 году для туристов были открыты туры по заброшенным жилым комплексам.
В 2006 году холдингом  Mitsui Matsushima Holdings Co., Ltd. создана дочерняя компания Ikeshima Urban Mine Co., Ltd. с штаб-квартирой на острове, которая занимается утилизацией.
В 5 километрах к северо-востоку находится крупный остров Мацусима (Мацу-Сима, 松島), в 3 километрах к юго-западу — острова Охикисима (Окихи-Дзима, Окиносима, 大蟇島) и Кохикисима (Кохики-Дзима, 小蟇島).
- Угольная шахта Икэсима
- Жилой комплекс на Икэсиме
- Начальная и средняя школа[яп.] на Икэсиме